# 亨里克·拉森
亨里克·拉森（挪威語：Henrik Larsen，1997年9月8日—），挪威射擊運動員，曾獲得2017年世界青少年射擊錦標賽男子50公尺步槍三姿季軍，他也參加了2020年夏季奧林匹克運動會。

## 外部連結
- ISSF （页面存档备份，存于）